# Nemesia berlandi
Nemesia berlandi är en spindelart som beskrevs av Frade och J.J.A.H.de Bacelar 1931. Nemesia berlandi ingår i släktet Nemesia och familjen Nemesiidae.
Artens utbredningsområde är Portugal. Inga underarter finns listade i Catalogue of Life.